# Bożenna Bukiewicz

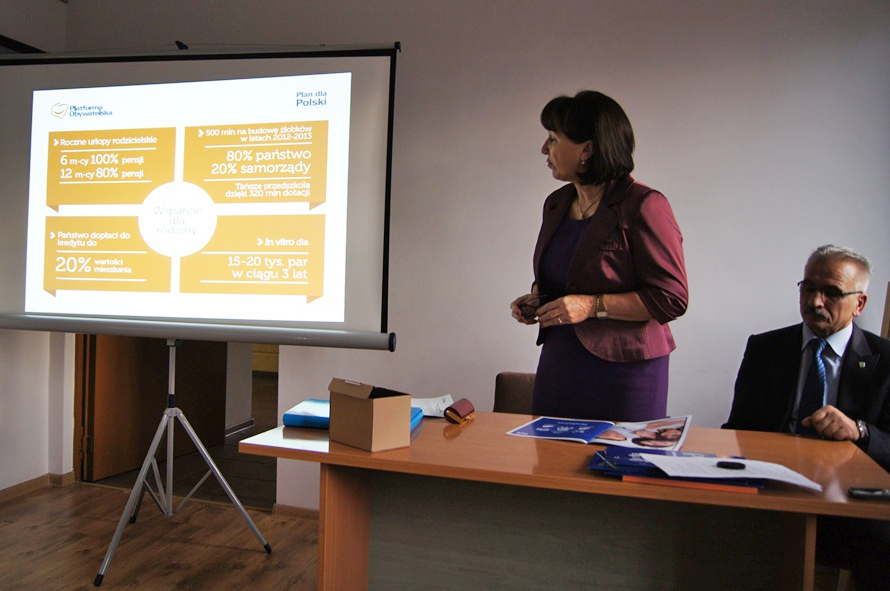
Bożenna Bukiewicz

Bożenna Bukiewicz (* 14. Februar 1952 in Żary als Bożenna Lickiewicz) ist eine polnische Politikerin (PO). Sie gehörte von 2005 bis 2019 dem Sejm in der V., VI., VII. und VIII. Wahlperiode an.

## Leben und Beruf
Bukiewicz studierte an der Technischen Hochschule Zielona Góra und schloss das Studium 1978 als Maschinenbauingenieurin ab. 1990 gründete sie ein Immobilienhandelsbüro in Zielona Góra, das sie bis 2005 leitete. Sie ist verheiratet.

## Politik
Bei der Parlamentswahl 2001 kandidierte Bukiewicz vergeblich auf der Liste der Platforma Obywatelska (PO) zum Sejm. Bei den Selbstverwaltungswahlen 2002 gelang ihr der Einzug in den Stadtrat von Zielona Góra. Hingegen blieb ihre Kandidatur bei der Europawahl 2004 erfolglos. Bei den Selbstverwaltungswahlen 2006 kandidierte sie für das Amt der Stadtpräsidentin von Zielona Góra. Sie erreichte die Stichwahl, in der sie Janusz Kubicki (Lewica i Demokraci) unterlag. Von 2006 bis 2016 war sie Parteivorsitzende der PO in der Woiwodschaft Lebus.
Bei der Parlamentswahl 2005 wurde sie mit 11.237 Stimmen aus dem Wahlkreis Zielona Góra  für die PO in den Sejm gewählt. Bei den Wahlen 2007, 2011 und 2015 gelang ihr jeweils die Wiederwahl. Von 2011 bis 2015 war sie stellvertretende PO-Fraktionsvorsitzende. Bei der Europawahl 2014 war sie dagegen erfolglos. Bei der Parlamentswahl 2019 kandidierte sie nicht und schied aus dem Sejm aus.